# Bactrocera enochra
Bactrocera enochra är en tvåvingeart som först beskrevs av Drew 1972.  Bactrocera enochra ingår i släktet Bactrocera och familjen borrflugor. Inga underarter finns listade.